# داميان موراي
داميان موراي (بالإنجليزية: Damien Murray)‏ هو لاعب قذف أيرلندي، ولد في 1981 في Coolderry ‏ في جمهورية أيرلندا.